# Dompierre-sur-Chalaronne
Dompierre-sur-Chalaronne är en kommun i departementet Ain i regionen Auvergne-Rhône-Alpes i östra Frankrike. Kommunen ligger  i kantonen Châtillon-sur-Chalaronne som ligger i arrondissementet Bourg-en-Bresse. Kommunens areal är 4,78 km². År 2022 hade Dompierre-sur-Chalaronne 453 invånare.

## Befolkningsutveckling
Antalet invånare i kommunen Dompierre-sur-Chalaronne
Referens: INSEE